# Abraham Joly
Abraham Joly (* 11. Juli 1748 in Genf; †  15. Juni 1812 ebenda) war ein Genfer Arzt. Er approbierte 1774. Von 1780 an war er Mitglied der Direktion und ab 1787 Verwalter des Hôpital général von Genf. Abraham Joly hat bereits 1787 Zwangsmassnahmen gegen psychisch Kranke abgelehnt. So wird berichtet, dass auf sein Geheiss hin die Patienten nicht mehr angekettet wurden.